# Skitsystem
A Skitsystem egy Svédországból származó együttes. Zeneileg crust-punkot, D-beatet és death metalt játszanak. Jelenleg négy taggal rendelkeznek: Mikael Kjellmann-nal, Fredrik Wallenberg-gel, Martin Larsson-nal és Karl Persson-nal. 
Volt tagok: Tomas Lindberg, Adrian Erlandsson és Alex Höglind. 
1994-ben alakultak meg Göteborg-ban. Megalakulásuk konkrét története ismeretlen. Pályafutásuk kezdetén, 1994-ben még "System Collapse" (Rendszer-összeomlás) néven működtek, 1995-ben változtatták meg Skitsystem-re. A zenekar a népszerű At the Gates death metal együttes mellékprojektjeként indult. Három nagylemezt adtak ki pályafutásuk alatt. Hivatalosan 1994-től 2007-ig működtek. Azóta nem oszlottak fel, csak szüneteltetik a zenekart. Tomas Lindberg 2004-ben elhagyta az együttest.

## Diszkográfia

### Stúdióalbumok
- Gra Varld / Svarta Tankar (1999)
- Enkel Risa Till Rannstennen (2001)
- Stigmata (2006)